# 維索凱 (瓦西里夫卡區)
47°13′54″N 35°24′20″E / 47.23167°N 35.40556°E
維索凯（烏克蘭語：Високе）是位於烏克蘭東南部的村莊，由扎波羅熱州瓦西里夫卡區的羅茲多爾市鎮負責管轄。該村始建於1810年，面積1.83平方公里，海拔高度77米，2001年人口727，人口密度每平方公里397.3人。